# Comuna Topala, Ocna
Topala (de asemenea Topală; în ucraineană Топали, transliterat: Topalî) este o comună în raionul Ocna Roșie, regiunea Odesa, Ucraina, formată din satele Sagaidac și Topala (reședința).

## Demografie
Componența lingvistică a comunei Topală
     Ucraineană (94,61%)
     Română (3,33%)
     Rusă (1,98%)
     Alte limbi (0,08%)
Conform recensământului din 2001, majoritatea populației comunei Topală era vorbitoare de ucraineană (94,61%), existând în minoritate și vorbitori de română (3,33%) și rusă (1,98%).